# San Vicente (Northern Samar)
San Vicente ist eine aus mehreren kleinen Inseln bestehende philippinische Stadtgemeinde in der Provinz Northern Samar westlich der Insel Samar. Sie hat 7856 Einwohner (Zensus 1. August 2015). Die Sprache der Einheimischen ist Cebuano. Zur Gemeinde gehört die Inselgruppe der Naranjo-Inseln. 

## Baranggays
San Vicente ist politisch unterteilt in sieben Baranggays.
- Destacado Pob. (Bgy.2)
- Maragat
- Mongol Bongol Pob. (Bgy.1)
- Punta Pob. (Bgy.3)
- Sangputan
- Sila
- Tarnate